# Кэрол (лунный кратер)
Кратер Кэрол (лат. Carol) — маленький ударный кратер в экваториальной области обратной стороны Луны. Название присвоено по латинскому женскому имени и утверждено Международным астрономическим союзом в 1979 г. 

## Описание кратера

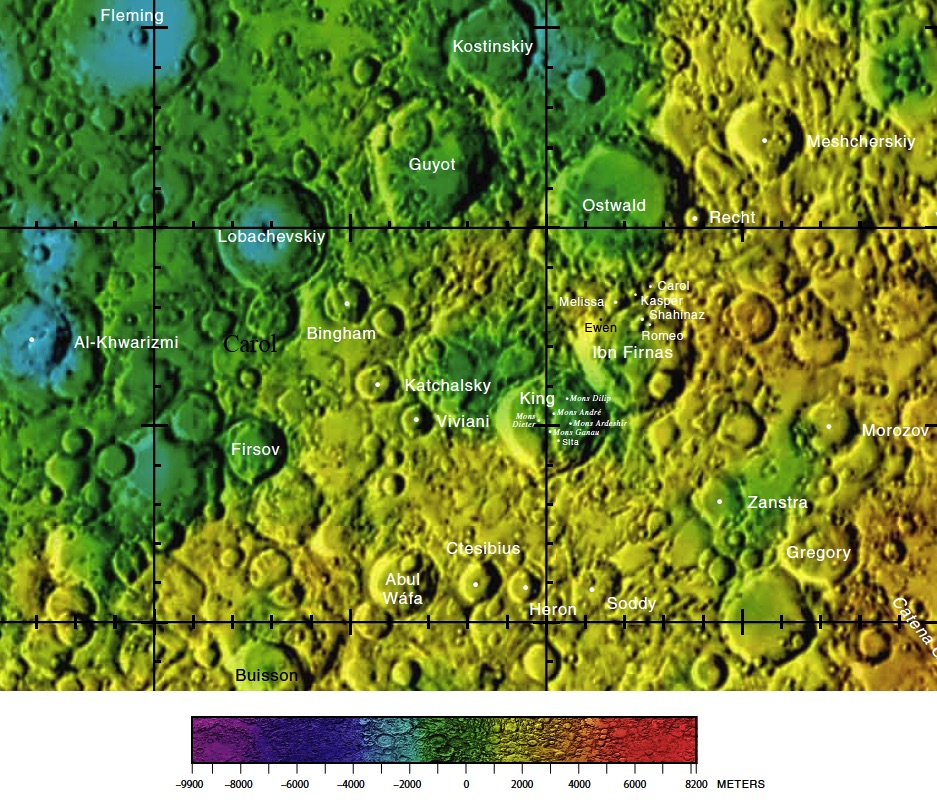
Окрестности кратера Кэрол. Фрагмент карты обратной стороны Луны.

Кратер Кэрол находится на северной части вала кратера Ибн Фирнас. Кроме него ряд небольших кратеров в пределах чаши кратера Ибн Фирнас и его вала получили собственные имена – это кратеры Каспер, Мелисса, Эвен, Ромео и Шахиназ.
Другими ближайшими соседями кратера Кэрол являются кратер Оствальд на севере; кратер Рехт на северо-востоке; кратер Морозов на юго-востоке и кратер Кинг на юго-западе. Также на юго-западе от кратера Кэрол, в пределах кратера Кинг, находятся пики Дилипа, Андре, Ардешир, Дитера и Ганау. Селенографические координаты центра кратера 8°29′ с. ш. 122°22′ в. д. / 8,48° с. ш. 122,37° в. д., диаметр 6,3 км, глубина 1,3 км.
Кратер Кэрол имеет близкую к циркулярную форму, его юго-западная часть перекрыта кратером Каспер. Вместе с кратерами Мелисса и Каспер, Кэрол образует цепочку кратеров. Высота вала над окружающей местностью достигает 300 м , объем кратера составляет приблизительно 20 км3. Дно чаши сравнительно ровное, без приметных структур.

## Сателлитные кратеры
Отсутствуют.

## См.также
- Список кратеров на Луне
- Лунный кратер
- Морфологический каталог кратеров Луны
- Планетная номенклатура
- Селенография
- Минералогия Луны
- Геология Луны
- Поздняя тяжёлая бомбардировка